# Oskar Messter
Oskar Messter (ur. 22 listopada 1866 w Berlinie, zm. 6 grudnia 1943 w Tegernsee) – niemiecki pionier kinematografii, wynalazca. Od 1896 roku realizował pierwsze filmy nieme. W 1915 roku zbudował lotniczy aparat fotogrametryczny do zdjęć seryjnych.

## Życiorys
Swój pierwszy projektor filmowy zbudował i sprzedał już w 1896 roku. Był to jeden z pierwszych projektorów w których zastosowano tzw. mechanizm maltański. Założył pierwszą wytwórnię filmową w Niemczech. W latach 1909–1917 jego studio wyprodukowało 350 filmów. W 1918 roku sprzedał swoją firmę nowej wytwórni filmowej Universum Film AG, która stanowiła własność Republiki Weimarskiej.